# مورشاید
مورشاید (به آلمانی: Morscheid) یک شهر در آلمان است که در تریر-زاربورگ واقع شده‌است. مورشاید ۹۲۲ نفر جمعیت دارد.